# Громовка (Судак)
Гро́мовка (до 1945 года Шеле́н; укр. Громівка, крымскотат. Şelen, Шелен, итал. Sille, Tassilli) — село, расположенное в восточной части Южного берега Крыма. Входит в Городской округ Судак Республики Крым (согласно административно-территориальному делению Украины — Морской сельский совет Судакского горсовета Автономной Республики Крым).

## География
Село расположено на юго-западе территории округа, в долине реки Шелен юго-восточного склона Главной гряды Крымских гор, с восточной стороны ограниченной хребтом Голлер, через который проходит водораздел между реками Шелен и Ворон, c севера скалами Тырме-Кая (591 м, 44°53′37″ с. ш. 34°46′33″ в. д.) и горой Пиякья (680 м).

Высота центра села над уровнем моря 160 м. Расстояние до Судака — около 26 километров (по шоссе), ближайшая железнодорожная станция — Феодосия — примерно в 76 километрах. Соседние населённые пункты — Ворон в 2 км на северо-восток (через горы) и на юге — Морское в 4 км. Транспортное сообщение осуществляется по региональной автодороге 35Н-590 от шоссе 35К-005 Алушта — Судак — Феодосия (протяжённостью 7,2 км) (по украинской классификации — С-0-11508).

## Современное состояние
На 2018 год в Громовке числится 7 улиц и 2 переулка; на 2009 год, по данным сельсовета, село занимало площадь 658 гектаров, на которой, в 111 дворах, проживало 154 человека. В селе действует фельдшерско-акушерский пункт. Громовка связана автобусным сообщением с Судаком, городами Крыма и соседними населёнными пунктами.

## Население
По результатам переписи 2001 года было зафиксировано следующее распределение по носителям языка:
| Язык             | Число жит. | Процент |
| ---------------- | ---------- | ------- |
| русский          | 103        | 57,87   |
| крымскотатарский | 35         | 19,66   |
| украинский       | 14         | 7,87    |
| белорусский      | 1          | 0,56    |

### Динамика численности
По состоянию на 2018 год среднегодовая численность населения Громовки составила 180 человек
| Численность населения ,,,, | Численность населения ,,,, | Численность населения ,,,, | Численность населения ,,,, | Численность населения ,,,, | Численность населения ,,,, | Численность населения ,,,, | Численность населения ,,,, | Численность населения ,,,, | Численность населения ,,,, | Численность населения ,,,, | Численность населения ,,,, | Численность населения ,,,, | Численность населения ,,,, | Численность населения ,,,, |
| 1778                       | 1805                       | 1864                       | 1886                       | 1889                       | 1892                       | 1897                       | 1902                       | 1926                       | 1939                       | 1989                       | 2001                       | 2009                       | 2014                       | 2018                       |
| -------------------------- | -------------------------- | -------------------------- | -------------------------- | -------------------------- | -------------------------- | -------------------------- | -------------------------- | -------------------------- | -------------------------- | -------------------------- | -------------------------- | -------------------------- | -------------------------- | -------------------------- |
| 51                         | ↗83                        | ↗282                       | ↗368                       | ↗509                       | ↗607                       | ↗654                       | ↗744                       | ↗947                       | ↘684                       | ↘158                       | ↗178                       | ↘154                       | ↗179                       | ↗180                       |

## История
Впервые в доступных источниках село, как De lo Sille (в переписке генуэзских чиновников встречаются варианты Tasili, Tasilli, Tassili), упоминается в договоре генуэзцев с Элиас-Беем Солхатским 1381 года. После разгрома Кафы османами в 1475 году деревня была включена в Судакский кадылык санджака Кефе (до 1558 года, в 1558—1774 годах — эялета) Османской империи. До начала XVII века в османских налоговых ведомостях селение не фигурирует — по мнению историков, жители покинули Шелен и переселились на берег моря, основав после 1453 года у замка Чобан-Куле селение Тасили. Шелен возрождается в XVII веке: по налоговым ведомостям 1634 года в селении числилось 13 дворов немусульман, из которых недавно прибывших в Шелен 3 двора: из Демирджи — 2 двора, из Ворон — 1 двор. Выселились жители 6 дворов: в Орталан — 5 и в Манастир — 1 двор. Упомянуто селение Шелен и в Джизйе дефтера Лива-и Кефе (Османских налоговых ведомостях) 1652 года, где перечислены несколько имён и фамилий проживавших здесь христиан-налогоплательщиков. Документальное упоминание селения встречается в «Османском реестре земельных владений Южного Крыма 1680-х годов», согласно которому Шелен входил в Судакский кадылык эялета Кефе. Всего упомянуто 20 землевладельцев, из них 7 иноверцев, владевших 1019,5 дёнюмами земли.
После обретения ханством независимости по Кючук-Кайнарджийскому мирному договору 1774 года «повелительным актом» Шагин-Гирея 1775 года селение было включено в Крымское ханство, в состав Кефинского каймаканства Судакского кадылыка, что зафиксировано и в Камеральном Описании Крыма… 1784 года. В эти годы произошло важное событие в жизни Крыма — переселение в Приазовье крымских христиан. По «Ведомости о выведенных из Крыма в Приазовье христианах» А. В. Суворова от 18 сентября 1778 года из деревни Шалень переселен 51 грек (27 мужчин и 24 женщины) (вместе с выходцами из Чермалыка, Айлянмы и Капсихора они основали на новом месте село Чермалык). По ведомости генерал-поручика О. А. Игельстрома от 28 декабря 1783 года в селении, после выхода христиан, оставалась 1 разоренная церковь. В ведомости «при бывшем Шагин Герее хане сочиненная на татарском языке о вышедших християн из разных деревень и об оставшихся их имениях в точном ведении его Шагин Герея» и переведённой 1785 году, содержится список 10 жителей-домовладельцев деревни Шелен, с подробным перечнем имущества и земельных владений. У всех числилось по 1 дому, у половины хозяев записаны «магазейны» (от крымскотат. магъаз — подвал), Папаз владел небольшой мельницей. Из земельных владений почти у всех перечислены сады, виноградники, пашни (засевы) и луга (сенокосы), у многих — льняные поля. У Лефтера числился только 1 дом.
После присоединения Крыма к России (8) 19 апреля 1783 года, (8) 19 февраля 1784 года, именным указом Екатерины II сенату, на территории бывшего Крымского Ханства была образована Таврическая область и деревня была приписана к Левкопольскому, а после ликвидации в 1787 году Левкопольского — к Феодосийскому уезду Таврической области. После Павловских реформ, с 1796 по 1802 год, входила в Акмечетский уезд Новороссийской губернии. По новому административному делению, после создания 8 (20) октября 1802 года Таврической губернии, Шелен был включён в состав Кокташской волости Феодосийского уезда.
По Ведомости о числе селений, названиях оных, в них дворов… состоящих в Феодосийском уезде от 14 октября 1805 года, в деревне Шелен числилось 12 дворов и 83 жителя, исключительно крымских татар. На военно-топографической карте генерал-майора Мухина 1817 года деревня Шелен обозначена с 26 дворами. После реформы волостного деления 1829 года Шелек, согласно «Ведомости о казённых волостях Таврической губернии 1829 года» остался в составе Кокташской волости. На карте 1836 года в деревне 66 дворов, как и на карте 1842 года.
В 1860-х годах, после земской реформы Александра II, деревню приписали к Таракташской волости. Согласно «Списку населённых мест Таврической губернии по сведениям 1864 года», составленному по результатам VIII ревизии 1864 года, Шелен — казённая татарская деревня с 71 двором, 282 жителями и мечетью при речке Шелен. По обследованиям профессора А. Н. Козловского начала 1860-х годов, селение «…изобилуют родники прекрасной пресной воды». На трёхверстовой карте Шуберта 1865—1876 года в деревне Шелен обозначено всего 28 дворов. На 1886 год в деревне, согласно справочнику «Волости и важнѣйшія селенія Европейской Россіи», проживало 368 человек в 108 домохозяйствах, действовала мечеть. В «Памятной книге Таврической губернии 1889 года» по результатам Х ревизии 1887 года записан Шелен со 110 дворами и 509 жителями.
После земской реформы 1890-х годов деревня осталась в составе преобразованной Таракташской волости. По «…Памятной книжке Таврической губернии на 1892 год» в Шелене, составлявшем Шеленское сельское общество, числилось 607 жителей в 112 домохозяйствах, на верстовке Крыма 1893 года — также 112 дворов с татарским населением. Всероссийская перепись 1897 года зафиксировала в деревне 654 жителя, из которых 653 мусульманина (крымских татар). По «…Памятной книжке Таврической губернии на 1902 год» в деревне Шелен, составлявшей Шеленское сельское общество, числилось 744 жителя в 153 домохозяйствах. По Статистическому справочнику Таврической губернии. Ч.II-я. Статистический очерк, выпуск пятый Феодосийский уезд, 1915 год, в деревне Шелен Таракташской волости Феодосийского уезда числилось 162 двора (все дворы с землёй) с татарским населением в количестве 744 человек приписных жителей и 15 «посторонних», из которых 411 мужчин и 348 женщин. Жители владели 1845 десятинами удобной земли. В хозяйствах имелось 64 лошади, 42 вола, 58 коров и 555 голов овец, свиней, или коз.

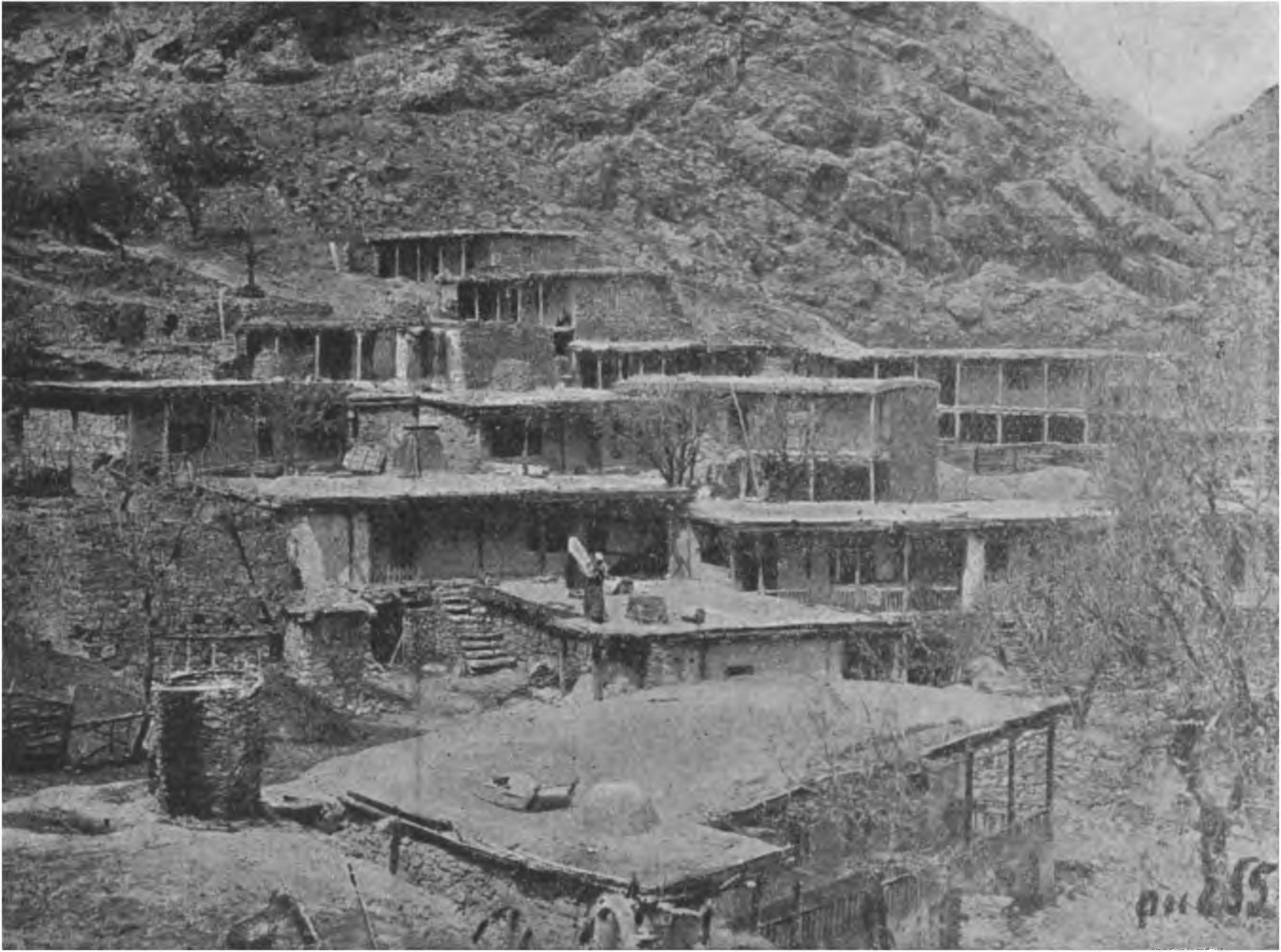
Шелен, 1924 год.

После установления в Крыму Советской власти, по постановлению Крымревкома от 8 января 1921 года была упразднена волостная система и село включили в состав вновь созданного Судакского района Феодосийского уезда,, а в 1922 году уезды получили название округов. 11 октября 1923 года, согласно постановлению ВЦИК, в административное деление Крымской АССР были внесены изменения, в результате которых округа ликвидировались и Судакский район стал самостоятельной административной единицей. Согласно Списку населённых пунктов Крымской АССР по Всесоюзной переписи 17 декабря 1926 года, в селе Шелен, центре Шеленского сельсовета Судакского района, числилось 159 дворов, из них 157 крестьянских, население составляло 597 человек, все татары, действовала татарская школа. По данным всесоюзная перепись населения 1939 года в селе проживало 684 человека.
В 1944 году, после освобождения Крыма от фашистов, согласно постановлению ГКО № 5859 от 11 мая 1944 года, 18 мая крымские татары были депортированы в Среднюю Азию: на 15 мая 1944 года подлежало выселению — 732 человека крымских татар; было принято на учёт 165 домов спецпереселенцев. 12 августа 1944 года было принято постановление № ГОКО-6372с «О переселении колхозников в районы Крыма» и в сентябре 1944 года в район приехали первые новоселы (2469 семей) из Ставропольского и Краснодарского краёв, а в начале 1950-х годов последовала вторая волна переселенцев из различных областей Украины. Указом Президиума Верховного Совета РСФСР от 21 августа 1945 года Шелен был переименован в Громовку и Шеленский сельсовет — в Громовский. С 25 июня 1946 года Громовка в составе Крымской области РСФСР. В 1951 году местный колхоз «Гвардеец» объединён с колхозом им. Сталина с центральной усадьбой в селе Морское (с 1960 года — винсовхоз «Морской»), видимо, тогда же был ликвидирован сельсовет (на 1960 год уже не существовал. 26 апреля 1954 года Крымская область была передана из состава РСФСР в состав УССР. Указом Президиума Верховного Совета УССР «Об укрупнении сельских районов Крымской области», от 30 декабря 1962 года Судакский район был упразднён и село включили в состав Алуштинского района. 1 января 1965 года, указом Президиума ВС УССР «О внесении изменений в административное районирование УССР — по Крымской области» Громовку предали в состав Феодосийского горсовета. В 1979 году был воссоздан Судакский район и село передали в его состав. По данным переписи 1989 года в селе проживало 158 человек. С 12 февраля 1991 года село в восстановленной Крымской АССР. Постановлением Верховного Совета Автономной Республики Крым от 9 июля 1991 года Судакский район был ликвидирован, создан Судакский горсовет, которому переподчинили село. 26 февраля 1992 года Крымская АССР переименована в Автономную Республику Крым. С 21 марта 2014 года в составе Крыма аннексирована Россией, с 5 июня 2014 года в Городском округе Судак.